# Barraca D-09
La barraca D-09 és una barraca de vinya situada al municipi de Subirats (Alt Penedès), al Fondo dels Vidriers, a 600 m al sud de la N-340.
És una construcció aixecada en pedra seca, de planta circular i forma troncocònica, de 1,55 m de diàmetre interior i una alçada màxima d'1,70 m. Destaquen aquestes mides, més petites del que és habitual en aquest tipus de construccions, així com l'alçada de la porta (només 80 cm) La construcció és de la tipologia de sostre de falsa volta, típic en aquestes edificacions (acostament de filades de pedra seca, sense cap mena de material d'unió, i amb una gran llosa per tapar el sostre). El portal està orientat al sud-sud-oest, té una alçada de 80 cm, una amplada de 65 cm i un gruix de 80 cm. La barraca té al sostre exterior els lliris (planta habitualment utilitzada perquè les seves arrels subjectin la terra que cobreix la volta exteriorment). L'interior és de forma quadrada, de 1,3 x 1, 4 m. Està adossada a una paret de 90 d'alçada al costat oest i té afegides terrasses de pedra sobrera als costat nord i est.
La barraca estava semiderruïda, va ser reconstruïda el 2022 per veïns del poble d'Ordal.
El codi utilitzat en la denominació d'aquesta barraca (lletra + número) procedeix d'un estudi realitzat per Araceli Soler i Jaume Rovira, que intenta sistematitzar la informació sobre aquests elements arquitectònics al terme de Subirats.